# کارت پرواز (فیلم)
 کارت پرواز  تازه‌ترین فیلم مهدی رحمانی در مقام کارگردان بعد از فیلم برف (۱۳۹۲) است. این فیلم موفق به کسب سه جایزه بهترین کارگردانی، فیلمنامه و بازیگر زن از جشنواره «Queen Palm» آمریکا شد.

## داستان فیلم
ندا برای حل بحران مالی‎ اش ،تصمیم گرفته كه با خوردن مواد مخدر به ترانزیت آن روی بیاورد. اما این كار برایش خطراتی در پی دارد.